# 马占山
马占山（1885年11月30日—1950年11月29日），字秀芳，中華民國國民革命軍陸軍上將:1。祖籍直隸省遵化直隶州豐潤縣（今河北省唐山市丰润区）:1。生於奉天省昌图府怀德县（今吉林省公主岭市）。出生綠林，發迹於奉軍:1。东北军將領。「九一八事變」後，他奮起抗日，血戰江橋，打響抗日第一槍，成為抗日名將:1。与日军多次交战，其间曾诈降于日军并参与创建滿洲國，获得休养后，再次率兵對抗日軍。

## 生平
马占山祖籍河北丰润，嘉庆年间，其祖父马万龙因逃荒闯关东。1885年11月30日，马占山生于奉天怀德（今吉林省公主岭市）。他自幼体质非常瘦弱，但由于长年经受困苦生活的磨炼，养成刚毅倔强的性格，而且胆量过人。七八岁起，就给姜家崴子屯大地主姜顺牧马，骑术精湛。
1903年12月，因被姜顺诬告盗马，愤而离家出走，在哈拉巴喇山落草为寇。
1905年，日俄战争结束，马占山率领同伙接受怀德县衙的收编，成为地方游击队，负责维持地方社会秩序。马占山任哨官，驻守怀德县城。
1908年，游击队被提督张勋划归清政府直属的正规部队，移驻昌图，在追击陶克陶胡和白音大赉的过程中崭露头角。

### 军事生涯
1911年，马占山投靠清军奉天后路巡防营统领吴俊升，任该部四营中哨哨长。
1913年，吴俊升部改编为民国中央骑兵第二旅，马占山被任为三团三连少校连长。
1916年，日本帝国主义支持下的蒙古巴布扎布由海拉尔南下，企图在东北建立满蒙帝国，马占山随吴俊升受张作霖命令派兵镇压有功，晋升为营长。两年后，随督军吴俊升到黑龙江赴任，擢升为团长，驻防海伦。
1925年，提升为东北陆军骑兵第十七师第五旅旅长，第二次直奉战争爆发，奉命驻守河南新乡。战争结束后，回防东北。11月，爆发郭松龄倒戈事件，马占山在新民县白旗堡击败郭军，并活捉郭松龄夫妇。因对郭作战有功，于次年提升为骑兵十七师师长，不久被提升为骑兵第二军军长。
1930年，张学良宣布东北易帜后，被派往黑河，担任警备司令，统辖沿江10余县防务。

### 中年經歷
1925年升任旅長，在九一八事件前夕時為東北邊防軍第3旅旅長兼黑河警備司令。

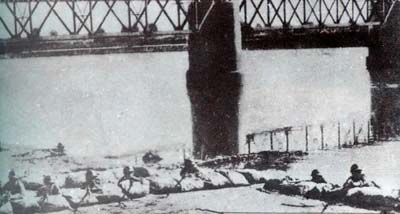
江橋抗战（1931年）

1931年9月九一八事变爆发后，張学良任命马占山代理黑龙江省政府主席。10月中旬，在江桥抗战中，關東軍以及同关東軍合作的張海鵬试图进攻齐齐哈尔。关東軍同馬占山軍于11月4日至6日在嫩江铁橋北側大興驿附近发生衝突，關東軍的部隊是為了掩護鐵路修護部隊的步炮混編部隊，約800人，馬占山則率領約1,000名騎兵，最後這場作戰因6日日軍增援抵達，馬占山軍先行撤離，該役日軍死傷約200人、馬占山軍死傷約700人。
11月11日，关東軍与馬占山軍对峙，向齐齐哈尔以北撤退的要求被馬占山拒絶，双方再度发生遭遇战；該役馬占山集結省軍12,000人（步兵9,000、騎兵3,000，配備14門火炮），日軍則有6,000人、32門火炮。這次遭遇戰持續到11月18日，在日軍空軍炸射下馬占山軍開始撤退，19日日軍佔領齊齊哈爾。第2次若槻内閣针对关東軍进攻齐齐哈尔引起国際舆論谴责而暗示会以内閣总辞職进行抗议，结果关東軍通过激战占领齐齐哈尔、馬占山撤离该城；該役日軍戰死人數不多，但是因嚴冬作戰造成大量凍傷者，最終統計死傷達1,181人；而馬占山軍則是戰死500人、負傷600人，絕大部分部隊仍然是完整撤出。此后11月下旬張景惠在关東軍的支持下于齐齐哈尔成立黑龙江省的新政权。率领2万大軍且声望极高的馬占山抵抗到最後。

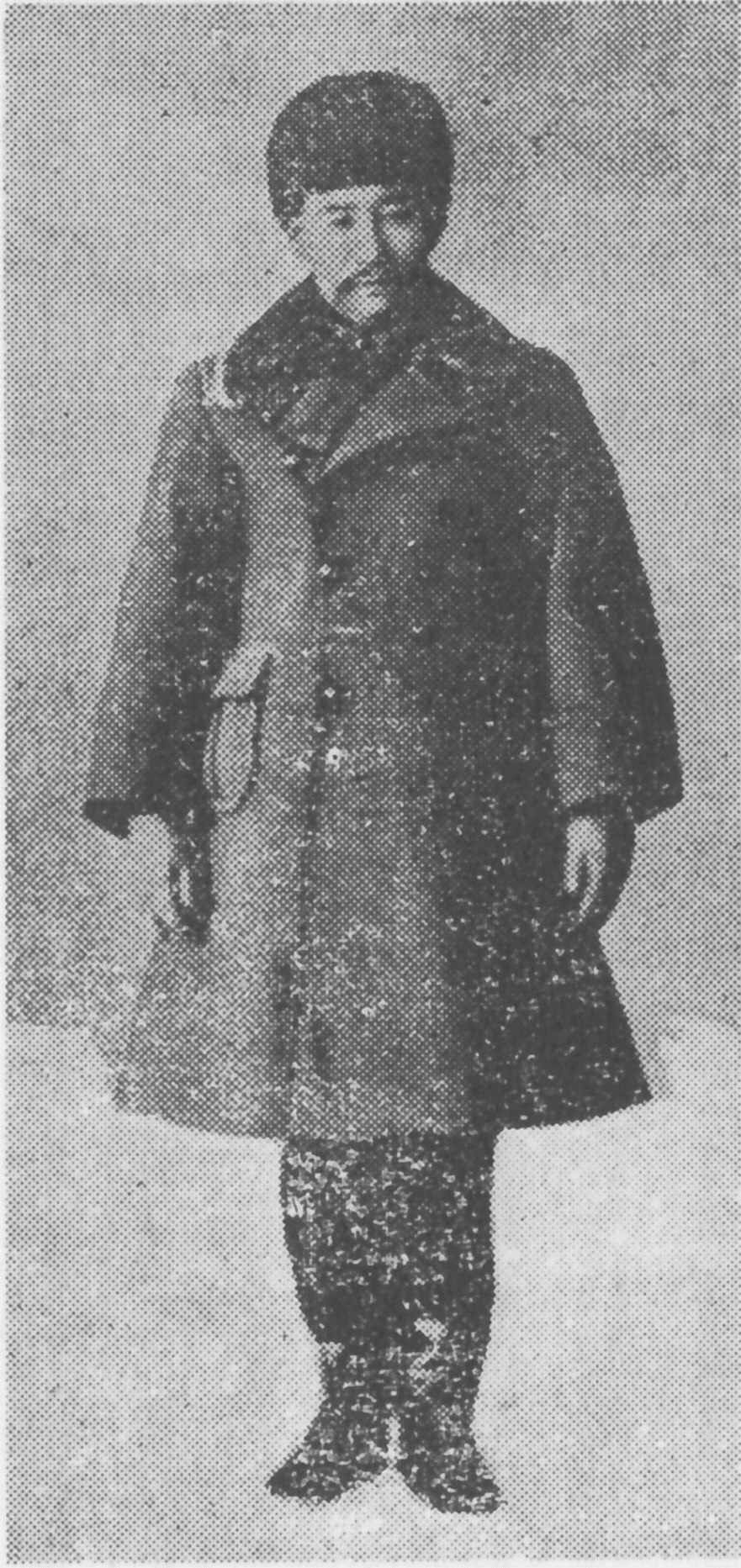
战場上的馬占山（1931年）

1931年12月7日，關東軍参謀板垣征四郎到馬占山根据地，劝说马占山就任将要成立的满洲国的黑龙江省省長，馬占山被謝介石说服参加新政权的建立。1932年（昭和7年、民国21年）2月5日，日军占领哈尔滨后，成立满洲国的活动加速，2月7日馬占山归顺关東軍。2月16日，馬占山乘坐日軍飞机由哈尔滨飞往奉天（今瀋陽市）。同日晚，在大和旅馆举行張景惠（黑龙江省省長）、臧式毅（奉天省省長）、熙洽（吉林省省長）、馬占山（此後就任黑龙江省省長）的四巨頭会談（满洲国建国会議）。2月17日，張景惠任委員長的东北最高行政委员会成立。2月18日，该委員会发出電文，宣布東北地方脱离国民政府。3月1日，東北最高行政委員会在張景惠家通过「满洲国」建国宣言，满洲国从此誕生。馬占山任黑龙江省省長，并于同年3月9日兼任满洲国軍政部部長。

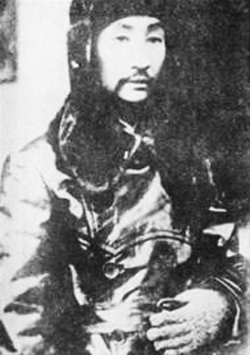
馬占山（摄于1940年以前）

不過，馬占山利用軍政部長身分繼續私下籌措作戰物資。4月1日馬占山與部分隨員從齊齊哈爾逃出，4月7日抵達黑河，通过无线电发出東北全境徹底抗战的呼吁，4月7日成立東北救国抗日聯軍。不過在5月份東北抗日聯軍對哈爾濱攻擊時，因友軍程志遠投降日本，抗日聯軍戰敗，並處於劣勢。在1932年底前後東北抗日聯軍大多被日軍殲滅，馬占山在12月4日在滿洲里市乘火車逃入蘇聯。
1933年6月，馬占山自欧洲回到中国，但他彻底抗战的主张被蒋介石拒绝，只被任命为国民政府軍事委員会委員，在1934年他到天津租界寓居。
1936年張學良、楊虎城发动西安事变，他支持张学良。
1937年七七事变后，1937年8月21日馬占山被軍委會任命为東北挺進軍总司令，隸屬在第八戰區，由傅作義指揮，率領騎兵部隊與日軍多次周旋。馬占山通过馬賊時代的经验掌握巧妙的游击战术，在日軍官兵中获得「東洋的拿破仑」的别名。1939年7月经榆林、延安赴重庆述职；1939年12月从重庆途径陕北返回驻地，在甘泉县稻草铺用猎枪打路边山鸡时发生炸膛，左手拇指、食指炸掉、中指炸断，血流如注，部属把汽车上的物资与通信器材卸下，轻车急赴延安求医。延安警备负责人萧劲光立即组织抢救。中共中央指示“要尽全力抢救，派最好医生为马占山医治；手术要征求他本人的意见”。毛泽东闻讯后，亲赴医院看望，并说：过几天你就回榆林休养吧，你是世界上知名人士，万一死在了延安，蒋介石又会大作文章，给我们带来洗不掉的麻烦。养伤期间，马占山在边区交际处长金城陪同下参观了延安各单位。1939年12月延安召开欢迎马占山将军大会，毛泽东致辞：马将军八年前在黑龙江首先抗日，那时红军在南方即致电热烈欢迎，...，马将军年逾半百，仍在抗战的最前线与敌周旋，这种精神值得全国钦佩。
1940年，馬占山被任命為黑龍江省政府主席；1945年抗日戰爭勝利後，被任命為東北行營政治委員會委員。第八戰區部隊戰後與中國共產黨軍進行平綏路戰役，兩軍僵持不下，也阻礙國軍北上接收日佔地區的進度，在戰役後，馬占山便稱病寓居北平。

### 晚年
1946年1月1日，馬占山獲頒青天白日勳章:7943。雖然在1946年10月馬占山被任命為東北保安司令长官部副司令長官，但並未授予任何軍權，因此在1948年10月再度稱病辭職，再次返回北平寓居。1948年第二次国共内战末期，中国人民解放軍进攻北平之際，中共通过马占山孙女马志清、华北文法学院教授王之相、马的老友蔡运升等多条工作途径做马占山的工作。馬占山推薦鄧寶珊給傅作義，與中共方面進行和平談判。
1950年6月，马占山受邀参加全国政协一届二次会议。
1950年11月29日，马占山因肺癌于北京逝世。享年64歲，葬于万安公墓。中華人民共和國政務院總理周恩来与中央人民政府送了花圈。邵力子夫妇亲往吊唁。李济深参加出殡。

## 家庭
- 妻：杜赞义
- 子：马奎，北京市政协委员。
- 女：马玉文
- 孙：马志伟，担任十一届全国政协常务委员、民革中央常委、青海省委主委。青海省政协副主席。
- 孙女：马志清，曾助力中国共产党北平和平解放牵线搭桥其祖父马占山。马志清嫁给牺牲的抗日名将韩家麟的儿子韩宝轩（被马占山收为义子）。

## 著作
- 马占山. . 上海明明书局. 20世纪30年代 （中文）.

## 荣誉
- 青天白日勋章（1946年1月1日批准[11]）

## 影视形象
- 电影《铁血江桥》（2010）马占山（张永刚[黑子]饰演）
- 电视剧《决战江桥》（2016年）马占山（李幼斌饰演）。

### 引用
1. 1 2 3 4  王成斌、劉炳耀、葉萬忠、范傳新主編，蘇志榮、范銀飛、徐好文、胡必林、侯大康、徐珌鴻、周志明副主編 (编). . 北京: 解放軍出版社. 1998. ISBN 7-5065-0261-5.
2. ↑  川田（2010）p.170
3. ↑  川田（2010）p.170
4. 1 2  川田（2010）pp.172-174
5. 1 2 3 4  『1億人の昭和史1』（1975）pp.147-153
6. 1 2  NHK『日本の選択7』（1995）pp.126-127
7. ↑  『1億人の昭和史1』（1975）p.147
8. ↑  NHK『日本の選択7』（1995）pp.126-127
9. ↑  NHK『日本の選択7』（1995）p.124
10. ↑  李新總主編，中國社會科學院近代史研究所中華民國史研究室，韓信夫、姜克夫主編 (编). . 北京: 中華書局. 2011.
11. ↑  . 國民政府公報 (國民政府文官處). 1946-01-01,. 渝字第947號: 3页  [2023-11-21]. （原始内容存档于2023-11-21）.

## 延伸阅读
- 打響武裝抗日第一槍的愛國將領馬占山 （页面存档备份，存于）
- 部分国际友人或其遗属、海内外爱国人士、抗日将领或其遗属名单 （页面存档备份，存于）

| 中華民國国民政府政府职务     | 中華民國国民政府政府职务            | 中華民國国民政府政府职务    |
| ---------------------------- | ----------------------------------- | --------------------------- |
| 前任： 万福麟                | 黑龙江省政府主席 1931年11月－1932年 | 繼任： 馬占山 （1940年5月） |
| 前任： 馬占山 （1932年）     | 黑龙江省政府主席 1940年5月          | 繼任： 韓駿傑 （1945年9月） |
| 满洲国政府职务               |                                     |                             |
| 前任： 張景惠 （省政府主席） | 黑龙江省省長 1932年3月－4月         | 繼任： 程志遠               |